# 高級用戶
高级用户是指计算机、软件和其他电子设备的一些具有特殊權限的用户，他们可以使用计算机硬件、操作系统、程序或网站的高级功能 ，而一般用户不具有這些權限。